# Badminton nos Jogos Olímpicos de Verão de 2024 - Duplas masculinas
O torneio de duplas masculinas do badminton nos Jogos Olímpicos de Verão de 2024 ocorreu entre 27 de julho e 4 de agosto de 2024 na Porte de La Chapelle Arena, em Paris. Um total de 34 jogadores de 15 Comitês Olímpicos Nacionais (CON) participaram do evento.

## Qualificação
A qualificação se deu inteiramente através do ranking "Race to Paris" da Federação Mundial de Badminton (BWF). Os CONs com pelo menos duas duplas entre as oito primeiras no ranking puderam enviar um máximo de duas duplas (4 jogadores); todos os demais CONs ficaram limitadas a uma única dupla, respeitando suas posições no ranking mundial, até que o limite de 16 duplas fossem atingido. No entanto, cada continente teve a garantia de ter pelo menos uma dupla representada, eliminando os piores classificados para abrir espaço para uma garantia continental, se necessário.

## Calendário
| G | Fase de grupos | QF | Quartas de final | SF | Semifinais | M | Disputas de medalhas |

| 27 jul | 28 jul | 29 jul | 30 jul | 31 jul | 1 ago | 2 ago | 3 ago | 4 ago |
| ------ | ------ | ------ | ------ | ------ | ----- | ----- | ----- | ----- |
| G      | G      | G      | G      | G      | QF    | SF    |       | M     |

## Medalhistas
| Ouro   | TPE Lee Yang e Wang Chi-lin    |
| Prata  | CHN Liang Weikeng e Wang Chang |
| Bronze | MAS Aaron Chia e Soh Wooi Yik  |

## Resultados

### Fase de grupos
A fase de grupos foi disputada entre 27 e 31 de julho. As duas primeiras duplas de cada grupo avançaram para a fase final.
|  | Classificados às quartas de final |

Todas as partidas seguem o fuso horário local (UTC+2)

#### Grupo A
| Equipe                         | J | V | D | SG | SP | Pts |
| ------------------------------ | - | - | - | -- | -- | --- |
| CHN Liang Weikeng / Wang Chang | 3 | 3 | 0 | 6  | 1  | 3   |
| MAS Aaron Chia / Soh Wooi Yik  | 3 | 2 | 1 | 4  | 3  | 2   |
| GBR Ben Lane / Sean Vendy      | 3 | 1 | 2 | 4  | 4  | 1   |
| CAN Adam Dong / Nyl Yakura     | 3 | 0 | 3 | 0  | 6  | 0   |

| Data        | Hora  | Equipe 1                 | Placar | Equipe 2                | Set 1 | Set 2 | Set 3 | Relatório |
| ----------- | ----- | ------------------------ | ------ | ----------------------- | ----- | ----- | ----- | --------- |
| 27 de julho | 09:20 | Liang Weikeng Wang Chang | 2–0    | Adam Dong Nyl Yakura    | 21–5  | 21–12 |       | Relatório |
| 27 de julho | 10:10 | Aaron Chia Soh Wooi Yik  | 2–1    | Ben Lane Sean Vendy     | 19–21 | 21–16 | 21–11 | Relatório |
| 28 de julho | 09:20 | Aaron Chia Soh Wooi Yik  | 2–0    | Adam Dong Nyl Yakura    | 21–10 | 21–15 |       | Relatório |
| 28 de julho | 10:10 | Liang Weikeng Wang Chang | 2–1    | Ben Lane Sean Vendy     | 21–18 | 13–21 | 21–14 | Relatório |
| 29 de julho | 20:20 | Ben Lane Sean Vendy      | 2–0    | Adam Dong Nyl Yakura    | 21–14 | 21–12 |       | Relatório |
| 29 de julho | 21:10 | Liang Weikeng Wang Chang | 2–0    | Aaron Chia Soh Wooi Yik | 24–22 | 21–14 |       | Relatório |

#### Grupo B
| Equipe                                | J | V | D | SG | SP | Pts |
| ------------------------------------- | - | - | - | -- | -- | --- |
| KOR Kang Min-hyuk / Seo Seung-jae     | 3 | 3 | 0 | 6  | 0  | 3   |
| THA Supak Jomkoh / Kittinupong Kedren | 3 | 2 | 1 | 4  | 2  | 2   |
| FRA Christo Popov / Toma Junior Popov | 3 | 1 | 2 | 2  | 4  | 1   |
| CZE Ondřej Král / Adam Mendrek        | 3 | 0 | 3 | 0  | 6  | 0   |

| Data        | Hora  | Equipe 1                        | Placar | Equipe 2                        | Set 1 | Set 2 | Set 3 | Relatório |
| ----------- | ----- | ------------------------------- | ------ | ------------------------------- | ----- | ----- | ----- | --------- |
| 27 de julho | 19:30 | Supak Jomkoh Kittinupong Kedren | 2–0    | Christo Popov Toma Junior Popov | 21–14 | 21–19 |       | Relatório |
| 27 de julho | 22:00 | Kang Min-hyuk Seo Seung-jae     | 2–0    | Ondřej Král Adam Mendrek        | 21–12 | 21–17 |       | Relatório |
| 28 de julho | 14:00 | Kang Min-hyuk Seo Seung-jae     | 2–0    | Christo Popov Toma Junior Popov | 21–17 | 21–15 |       | Relatório |
| 28 de julho | 16:30 | Supak Jomkoh Kittinupong Kedren | 2–0    | Ondřej Král Adam Mendrek        | 21–10 | 21–13 |       | Relatório |
| 30 de julho | 15:40 | Kang Min-hyuk Seo Seung-jae     | 2–0    | Supak Jomkoh Kittinupong Kedren | 21–16 | 21–15 |       | Relatório |
| 30 de julho | 21:10 | Christo Popov Toma Junior Popov | 2–0    | Ondřej Král Adam Mendrek        | 21–18 | 21–19 |       | Relatório |

#### Grupo C
| Equipe                                      | J | V | D | SG | SP | Pts |
| ------------------------------------------- | - | - | - | -- | -- | --- |
| IND Satwiksairaj Rankireddy / Chirag Shetty | 2 | 2 | 0 | 4  | 0  | 2   |
| INA Fajar Alfian / Muhammad Rian Ardianto   | 2 | 1 | 1 | 2  | 2  | 1   |
| FRA Lucas Corvée / Ronan Labar              | 2 | 0 | 2 | 0  | 4  | 0   |
| GER Mark Lamsfuß / Marvin Seidel[a]         | 0 | 0 | 0 | 0  | 0  | 0   |

a  Lamsfuß e Seidel desistiram durante a competição.
| Data        | Hora  | Equipe 1                              | Placar | Equipe 2                            | Set 1 | Set 2 | Set 3 | Relatório |
| ----------- | ----- | ------------------------------------- | ------ | ----------------------------------- | ----- | ----- | ----- | --------- |
| 27 de julho | 14:50 | Fajar Alfian Muhammad Rian Ardianto   | 2–0    | Mark Lamsfuß Marvin Seidel          | 21–13 | 21–17 |       | Relatório |
| 27 de julho | 16:30 | Satwiksairaj Rankireddy Chirag Shetty | 2–0    | Lucas Corvée Ronan Labar            | 21–17 | 21–14 |       | Relatório |
| 29 de julho | 11:00 | Fajar Alfian Muhammad Rian Ardianto   | 2–0    | Lucas Corvée Ronan Labar            | 21–13 | 21–10 |       | Relatório |
| 30 de julho | 14:00 | Satwiksairaj Rankireddy Chirag Shetty | 2–0    | Fajar Alfian Muhammad Rian Ardianto | 21–13 | 21–13 |       | Relatório |

#### Grupo D
| Equipe                                    | J | V | D | SG | SP | Pts |
| ----------------------------------------- | - | - | - | -- | -- | --- |
| TPE Lee Yang / Wang Chi-lin               | 4 | 4 | 0 | 8  | 2  | 4   |
| DEN Kim Astrup / Anders Skaarup Rasmussen | 4 | 3 | 1 | 7  | 2  | 3   |
| CHN Liu Yuchen / Ou Xuanyi                | 4 | 2 | 2 | 5  | 4  | 2   |
| JPN Takuro Hoki / Yugo Kobayashi          | 4 | 1 | 3 | 2  | 6  | 1   |
| USA Vinson Chiu / Joshua Yuan             | 4 | 0 | 4 | 0  | 8  | 0   |

| Data        | Hora  | Jogador 1                           | Placar | Jogador 2                  | Set 1 | Set 2 | Set 3 | Relatório |
| ----------- | ----- | ----------------------------------- | ------ | -------------------------- | ----- | ----- | ----- | --------- |
| 27 de julho | 21:10 | Takuro Hoki Yugo Kobayashi          | 0–2    | Lee Yang Wang Chi-lin      | 16–21 | 10–21 |       | Relatório |
| 27 de julho | 22:00 | Kim Astrup Anders Skaarup Rasmussen | 2–0    | Vinson Chiu Joshua Yuan    | 21–13 | 21–16 |       | Relatório |
| 28 de julho | 20:20 | Kim Astrup Anders Skaarup Rasmussen | 1–2    | Lee Yang Wang Chi-lin      | 15–21 | 21–19 | 15–21 | Relatório |
| 28 de julho | 21:10 | Liu Yuchen Ou Xuanyi                | 2–0    | Vinson Chiu Joshua Yuan    | 21–13 | 21–14 |       | Relatório |
| 29 de julho | 15:40 | Kim Astrup Anders Skaarup Rasmussen | 2–0    | Liu Yuchen Ou Xuanyi       | 21–15 | 21–13 |       | Relatório |
| 29 de julho | 19:30 | Takuro Hoki Yugo Kobayashi          | 2–0    | Vinson Chiu Joshua Yuan    | 21–11 | 21–12 |       | Relatório |
| 30 de julho | 11:00 | Lee Yang Wang Chi-lin               | 2–0    | Vinson Chiu Joshua Yuan    | 21–12 | 21–13 |       | Relatório |
| 30 de julho | 15:40 | Takuro Hoki Yugo Kobayashi          | 0–2    | Liu Yuchen Ou Xuanyi       | 20–22 | 18–21 |       | Relatório |
| 31 de julho | 14:00 | Kim Astrup Anders Skaarup Rasmussen | 2–0    | Takuro Hoki Yugo Kobayashi | 21–19 | 22–20 |       | Relatório |
| 31 de julho | 14:00 | Liu Yuchen Ou Xuanyi                | 1–2    | Lee Yang Wang Chi-lin      | 21–17 | 17–21 | 22–24 | Relatório |

### Fase final
A fase final foi disputada em formato eliminatório direto, entre 1 e 4 de agosto, até a definição dos medalhistas.
|  | Quartas de final                              | Quartas de final                              | Quartas de final                | Quartas de final                | Quartas de final |                                             |                                             | Semifinal                                   | Semifinal                                   | Semifinal | Semifinal | Semifinal |                                 |                                 | Final               | Final               | Final               | Final | Final |  |
|  |                                               |                                               |                                 |                                 |                  |                                             |                                             |                                             |                                             |           |           |           |                                 |                                 |                     |                     |                     |       |       |  |
|  | CHN Liang Weikeng CHN Wang Chang              | CHN Liang Weikeng CHN Wang Chang              | 24                              | 22                              |                  |                                             |                                             |                                             |                                             |           |           |           |                                 |                                 |                     |                     |                     |       |       |  |
|  | CHN Liang Weikeng CHN Wang Chang              | CHN Liang Weikeng CHN Wang Chang              | 24                              | 22                              |                  |                                             |                                             |                                             |                                             |           |           |           |                                 |                                 |                     |                     |                     |       |       |  |
|  | INA Fajar Alfian INA Muhammad Rian Ardianto   | INA Fajar Alfian INA Muhammad Rian Ardianto   | 22                              | 20                              |                  |                                             |                                             |                                             |                                             |           |           |           |                                 |                                 |                     |                     |                     |       |       |  |
|  | INA Fajar Alfian INA Muhammad Rian Ardianto   | INA Fajar Alfian INA Muhammad Rian Ardianto   | 22                              | 20                              |                  | CHN Liang Weikeng CHN Wang Chang            | CHN Liang Weikeng CHN Wang Chang            | 21                                          | 15                                          | 21        |           |           |                                 |                                 |                     |                     |                     |       |       |  |
|  |                                               |                                               |                                 |                                 |                  | CHN Liang Weikeng CHN Wang Chang            | CHN Liang Weikeng CHN Wang Chang            | 21                                          | 15                                          | 21        |           |           |                                 |                                 |                     |                     |                     |       |       |  |
|  |                                               |                                               | MAS Aaron Chia MAS Soh Wooi Yik | MAS Aaron Chia MAS Soh Wooi Yik | 19               | 21                                          | 17                                          |                                             |                                             |           |           |           |                                 |                                 |                     |                     |                     |       |       |  |
|  | IND Satwiksairaj Rankireddy IND Chirag Shetty | IND Satwiksairaj Rankireddy IND Chirag Shetty | MAS Aaron Chia MAS Soh Wooi Yik | MAS Aaron Chia MAS Soh Wooi Yik | 19               | 21                                          | 17                                          | 21                                          | 14                                          | 16        |           |           |                                 |                                 |                     |                     |                     |       |       |  |
|  | IND Satwiksairaj Rankireddy IND Chirag Shetty | IND Satwiksairaj Rankireddy IND Chirag Shetty |                                 |                                 |                  |                                             |                                             |                                             |                                             | 16        |           |           |                                 |                                 |                     |                     |                     |       |       |  |
|  | MAS Aaron Chia MAS Soh Wooi Yik               | MAS Aaron Chia MAS Soh Wooi Yik               | 13                              | 21                              | 21               |                                             |                                             |                                             |                                             |           |           |           |                                 |                                 |                     |                     |                     |       |       |  |
|  | MAS Aaron Chia MAS Soh Wooi Yik               | MAS Aaron Chia MAS Soh Wooi Yik               | 13                              | 21                              | 21               |                                             | CHN Liang Weikeng CHN Wang Chang            | CHN Liang Weikeng CHN Wang Chang            | 17                                          | 21        | 19        |           |                                 |                                 |                     |                     |                     |       |       |  |
|  |                                               |                                               |                                 |                                 |                  |                                             |                                             |                                             |                                             |           |           |           |                                 |                                 |                     |                     |                     |       |       |  |
|  |                                               |                                               | TPE Lee Yang TPE Wang Chi-lin   | TPE Lee Yang TPE Wang Chi-lin   | 21               | 18                                          | 21                                          |                                             |                                             |           |           |           |                                 |                                 |                     |                     |                     |       |       |  |
|  | DEN Kim Astrup DEN Anders Skaarup Rasmussen   | DEN Kim Astrup DEN Anders Skaarup Rasmussen   | TPE Lee Yang TPE Wang Chi-lin   | TPE Lee Yang TPE Wang Chi-lin   | 21               | 18                                          | 21                                          | 21                                          | 22                                          |           |           |           |                                 |                                 |                     |                     |                     |       |       |  |
|  | DEN Kim Astrup DEN Anders Skaarup Rasmussen   | DEN Kim Astrup DEN Anders Skaarup Rasmussen   |                                 |                                 |                  |                                             |                                             | 21                                          | 22                                          |           |           |           |                                 |                                 |                     |                     |                     |       |       |  |
|  | KOR Kang Min-hyuk KOR Seo Seung-jae           | KOR Kang Min-hyuk KOR Seo Seung-jae           | 19                              | 20                              |                  |                                             |                                             |                                             |                                             |           |           |           |                                 |                                 |                     |                     |                     |       |       |  |
|  | KOR Kang Min-hyuk KOR Seo Seung-jae           | KOR Kang Min-hyuk KOR Seo Seung-jae           | 19                              | 20                              |                  | DEN Kim Astrup DEN Anders Skaarup Rasmussen | DEN Kim Astrup DEN Anders Skaarup Rasmussen | 21                                          | 17                                          | 10        |           |           | Disputa pelo bronze             | Disputa pelo bronze             | Disputa pelo bronze | Disputa pelo bronze | Disputa pelo bronze |       |       |  |
|  |                                               |                                               |                                 |                                 |                  | DEN Kim Astrup DEN Anders Skaarup Rasmussen | DEN Kim Astrup DEN Anders Skaarup Rasmussen | 21                                          | 17                                          | 10        |           |           |                                 |                                 |                     |                     |                     |       |       |  |
|  |                                               |                                               | TPE Lee Yang TPE Wang Chi-lin   | TPE Lee Yang TPE Wang Chi-lin   | 18               | 21                                          | 21                                          |                                             |                                             |           |           |           |                                 |                                 |                     |                     |                     |       |       |  |
|  | THA Supak Jomkoh THA Kittinupong Kedren       | THA Supak Jomkoh THA Kittinupong Kedren       | TPE Lee Yang TPE Wang Chi-lin   | TPE Lee Yang TPE Wang Chi-lin   | 18               | 21                                          | 21                                          | 14                                          | 17                                          |           |           |           | MAS Aaron Chia MAS Soh Wooi Yik | MAS Aaron Chia MAS Soh Wooi Yik | 16                  | 22                  | 21                  |       |       |  |
|  | THA Supak Jomkoh THA Kittinupong Kedren       | THA Supak Jomkoh THA Kittinupong Kedren       |                                 |                                 |                  |                                             |                                             |                                             |                                             |           |           |           | MAS Aaron Chia MAS Soh Wooi Yik | MAS Aaron Chia MAS Soh Wooi Yik | 16                  | 22                  | 21                  |       |       |  |
|  | TPE Lee Yang TPE Wang Chi-lin                 | TPE Lee Yang TPE Wang Chi-lin                 | 21                              | 21                              |                  |                                             |                                             | DEN Kim Astrup DEN Anders Skaarup Rasmussen | DEN Kim Astrup DEN Anders Skaarup Rasmussen | 21        | 20        | 19        |                                 |                                 |                     |                     |                     |       |       |  |